# Noen (mythologie)

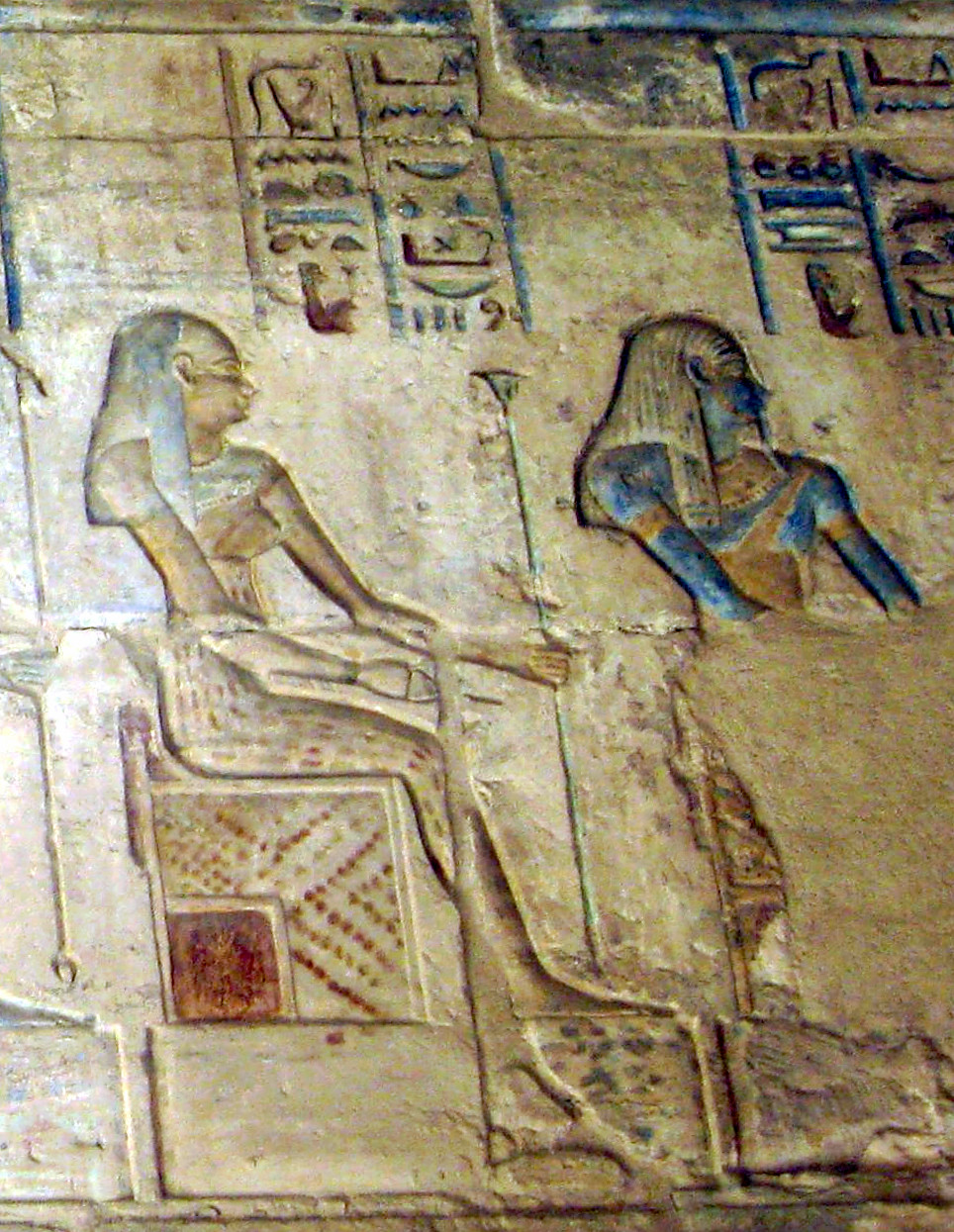
Noen en Naoenet (Deir el-Medina)

Noen of Nun, ook Nau, Noe of Nu, was in de Egyptische mythologie de aanduiding voor het oerwater, met als vrouwelijke tegenhanger Noenet of Naoenet. Samen vormden zij het belangrijkste van de vier oergodenparen van de ogdoade van Hermopolis.
Het werd beschreven als 'de onmetelijke duisternis'. Daarin verscheen een bliksemflits, die zorgde dat het licht ontstond waaruit al het leven kon ontstaan. Ook de goden ontstonden hieruit pas later.
Uit de oeroceaan dook een eiland op, de wereldberg Benben, en daarop verscheen Atoem of Tem (het niet-zijn' of het 'al'). De wereld werd gecreëerd door masturbatie van de god Min.
Regeneratie was niet mogelijk in de geordende gedefinieerde wereld. Zij was alleen mogelijk als wat oud en afgedragen is, gedompeld werd in de grenzeloze regionen die de geschapen wereld omringen, namelijk de helende en oplossende kracht van de oeroceaan Noen. Zo werd de zonnegod iedere ochtend in zijn boot verheven, zoals in het Boek der Poorten wordt geïllustreerd. Ook zij die sliepen werden verjongd in Noen. In een Ramessidische hymne roepen overledenen tot de zonnegod dat zij ook verjongd worden door in Noen af te dalen. Ze trekken hun vroegere bestaan uit en trekken er een ander aan, zoals een slang doet met haar huid. Het is dan ook niet te verwonderen dat het omcirkelend verjongend element in de Amdoeat ("Het boek van de geheime kamer") als een slang wordt afgeschilderd. Dit mysterieuze proces wordt in talrijke beelden voorgesteld: de verjongende doortocht van de zon door de nacht kan in het lichaam van de hemelgodin plaatshebben of in dat van een gigantische krokodil.
Los van het concept van godinnen die specifieke andere godheden voortbrachten was er ook de idee van een "Moeder van de goden die alle goden voortbracht". Zo draagt de godin Noet, die volgens de piramideteksten de zon voortbracht en volgens de sarcofaagteksten ook de maan, vaak het epitheton "zij die de goden baarde". Dit verwijst naar de hemellichamen die de hemelgodin dagelijks "draagt" en weer "verzwelgt" (een idee dat leidt tot de voorstelling van Noet als een "hemelse zeug").
De god Noen krijgt, vooral vanaf het Middenrijk, het gelijkwaardig epitheton "vader van alle goden", dat ook op Atoem, Geb, Sjoe en Amon, Ptah en Horus van toepassing was, dat wil zeggen op scheppingsgoden. Noen werd beschouwd als het oerwater waarin alle goden hun oorsprong en hun goddelijke vorm vinden.